# Снежинський (Новосибірська область)
Снежинський (рос. Снежинский) — селище у Чулимському районі Новосибірської області Російської Федерації.
Входить до складу муніципального утворення Чикманська сільрада. Населення становить 24 особи (2010).

## Історія
Згідно із законом від 2 червня 2004 року органом місцевого самоврядування є Чикманська сільрада.

## Населення
| 2002 | 2007 | 2010 |
| ---- | ---- | ---- |
| 55   | ↘31  | ↘24  |